# Brian Shimer
Brian Shimer (n. 20 aprilie 1962, Naples⁠(d), Florida, SUA) este un bober ce a reprezentat Statele Unite ale Americii, medaliat olimpic. A participat la 5 ediții ale Jocurilor Olimpice (1988, 1992, 1994, 1998, 2002) în care a câștigat o medalie de bronz.